# Halimah Yacob
Halimah binti Yacob, född 23 augusti 1954, är en singaporiansk politiker som sedan 14 september 2017 är landets president. 
Hon var tidigare medlem i People’s Action Party och var talman i parlamentet mellan 2013 och 2017. Halimah Yacob är Singapores första kvinnliga president. Hon tillträdde utan att något demokratiskt val hölls då hennes politiska motståndare inte uppfyllde de regler som landets regering har beslutat ska gälla för presidentkandidaterna.